# Ed Thrasher
Ed Thrasher, rodným jménem Edward Lee Thrasher Jr. (7. března 1932 – 5. srpna 2006) byl americký fotograf. Během Korejské války sloužil v námořnictvu. Roku 1957 začal pracovat ve společnosti Capitol Records jako asistent. Později se věnoval převážně tvorbě obalů hudebních alb. Podílel se například na obalech alb Neila Younga, Captaina Beefhearta, Duka Ellingtona, Deana Martina, Franka Sinatry nebo skupiny The Beach Boys a mnoha dalších. Za svou tvorbu byl několikrát nominován na cenu Grammy. V letech 1962 až 1983 byla jeho manželkou herečka Linda Gray. Zemřel na rakovinu ve věku 74 let.